# James Stephen (fonctionnaire)
Pour les articles homonymes, voir James Stephen.
James Stephen (3 janvier 1789 - 14 septembre 1859) est le sous-secrétaire d'État britannique aux Colonies de 1836 à 1847. Il apporte une contribution importante à la loi de 1833 sur l'abolition de l'esclavage.

## Jeunesse
Stephen est né à Lambeth, troisième fils de James Stephen et frère de George Stephen (1794–1879). Une attaque de variole pendant l'enfance de James cause une faiblesse permanente de la vue. Il est sous divers maîtres d'école, dont John Prior Estlin et le révérend Henry Jowett de Little Dunham, Norfolk. En 1806, il entre au Trinity Hall de Cambridge, où il apprend aussi peu que s'il avait passé le temps « à l'hôtel Clarendon de Bond Street ». Il obtient le LL. B. en 1812, après avoir été admis au barreau de Lincoln's Inn le 11 novembre 1811 . Son père, qui sort tout juste du barreau, transfère une certaine pratique à son fils, qui commence également à faire un condensé des lois coloniales. Henry Bathurst (3e comte Bathurst), qui est proche la « Secte de Clapham », lui permet d'inspecter les dossiers officiels du recueil et, en 1813, le nomme conseiller au Colonial Office. Son devoir est de rendre compte de tous les actes des législatures coloniales. Le travail augmente, mais il est également autorisé à exercer en privé et, en quelques années, il gagne 3 000 £ par an .

## Carrière au ministère des Colonies
Le 22 décembre 1814, Stephen épouse Jane Catherine, qui est la fille de John Venn (prêtre), recteur de Clapham, l'un des fondateurs de la Church Mission Society. En 1822, Stephen a une grave maladie causée par l'épuisement. Il décide en 1825 d'accepter l'offre du poste de conseiller permanent au Colonial Office et au Board of Trade, abandonnant sa pratique privée .
En 1834, Stephen est nommé sous-secrétaire d'État adjoint aux colonies et, en 1836, sous-secrétaire, abandonnant son poste à la chambre de commerce. Il a une grande réputation pour sa connaissance du droit constitutionnel et en tant qu'administrateur. Il acquiert de l'influence auprès de ses supérieurs et son collègue, Sir Henry Taylor (dramaturge), déclare que pendant de nombreuses années, il "a littéralement gouverné l'empire colonial". L'impression de son influence lui vaut les surnoms de "King Stephen" et "Mr. Oversecretary Stephen" .
Stephen a accepté sa position en partie dans l'espoir d'influencer la politique sur la question de l'esclavage. Lorsque l'abolition devient inévitable, il est appelé à rédiger la loi sur l'abolition de l'esclavage votée en 1833. Entre les midis du samedi et du lundi, il dicte un projet de loi élaboré de soixante-six articles. Il écrit également pour l'Edinburgh Review et fait une dépression .
En avril 1837, l'une des principales artères de Melbourne, en Australie, est nommée Stephen Street en son honneur.
Plus tard, Stephen participe à l'établissement du gouvernement au Canada ; et ses opinions auraient été plus libérales que celles du gouvernement. Estimé par ses supérieurs officiels, il utilise la formalité pour tenir les autres à distance. La santé de son plus jeune fils l'amène en 1840 à prendre une maison à Brighton pour sa famille, à laquelle il ne peut faire que des visites hebdomadaires. De 1842 à 1846, il vit à Windsor, afin d'envoyer ses fils au Collège d'Eton. En 1846, il est convoqué à Dresde par la maladie de son fils aîné, qui meurt avant que ses parents n'aient pu le rejoindre. En 1847, il démissionne de son poste. Il est nommé KCB et conseiller privé .

## Enseignement et écriture
Stephen s'est entre-temps fait connaître comme écrivain par une série d'articles dans l'Edinburgh Review, dont le premier (sur William Wilberforce) parait en avril 1838. Ils sont écrits dans les intervalles de son travail officiel, généralement au petit matin. Il a soigneusement désavoué toute prétention à des recherches approfondies. Les articles ont cependant fait preuve d'une connaissance historique considérable ainsi que d'une puissance littéraire. Il a en partie recouvré ses forces et est anxieux de trouver un emploi .
En juin 1849, Stephen est nommé professeur Regius d'histoire moderne à l'Université de Cambridge, une chaire vacante à la mort de William Smyth (historien). Il donne un cours de conférences sur l'histoire de France pendant les étés de 1850 et 1851, qui sont publiés en 1852, et loués par Alexis de Tocqueville. Une autre grave maladie de l'été 1850 l'a contraint à passer un hiver à l'étranger. De 1855 à 1857, il occupe un poste de professeur à l'East India Company College, Haileybury, qui a été condamné à l'extinction. Il continue à donner des cours à Cambridge, mais l'école d'histoire a alors peu de prestige. Keynes affirme dans sa biographie de Malthus que Sir James Stephen est "le dernier titulaire" de la chaire de Malthus à Haileybury, que Malthus a occupé pendant trente ans jusqu'à sa mort en 1834. Leslie Stephen "avait l'habitude de ne penser à rien" de marcher de Cambridge pour rendre visite à son père à Haileybury .

## Retraite et décès

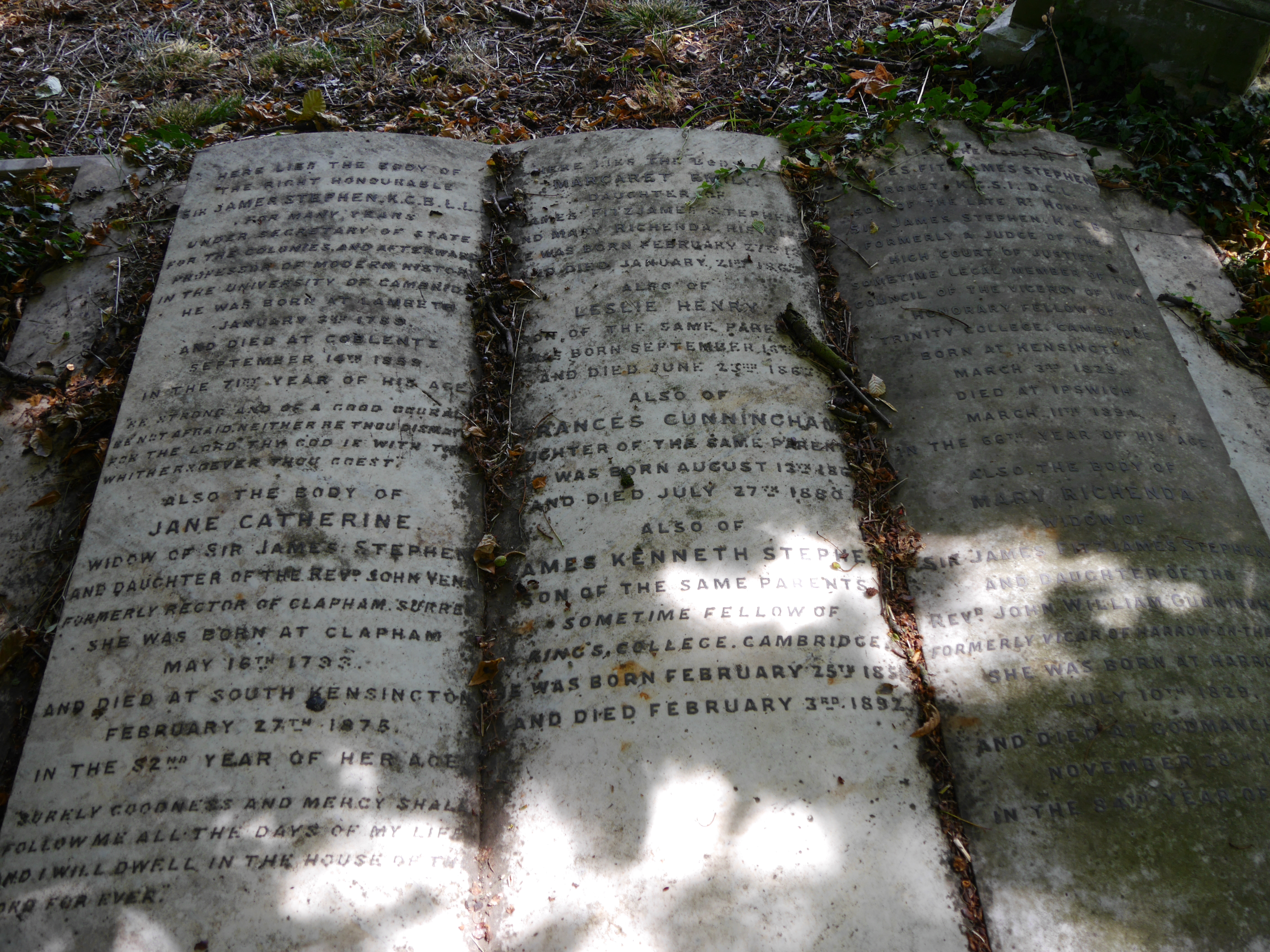
Monument, cimetière de Kensal Green

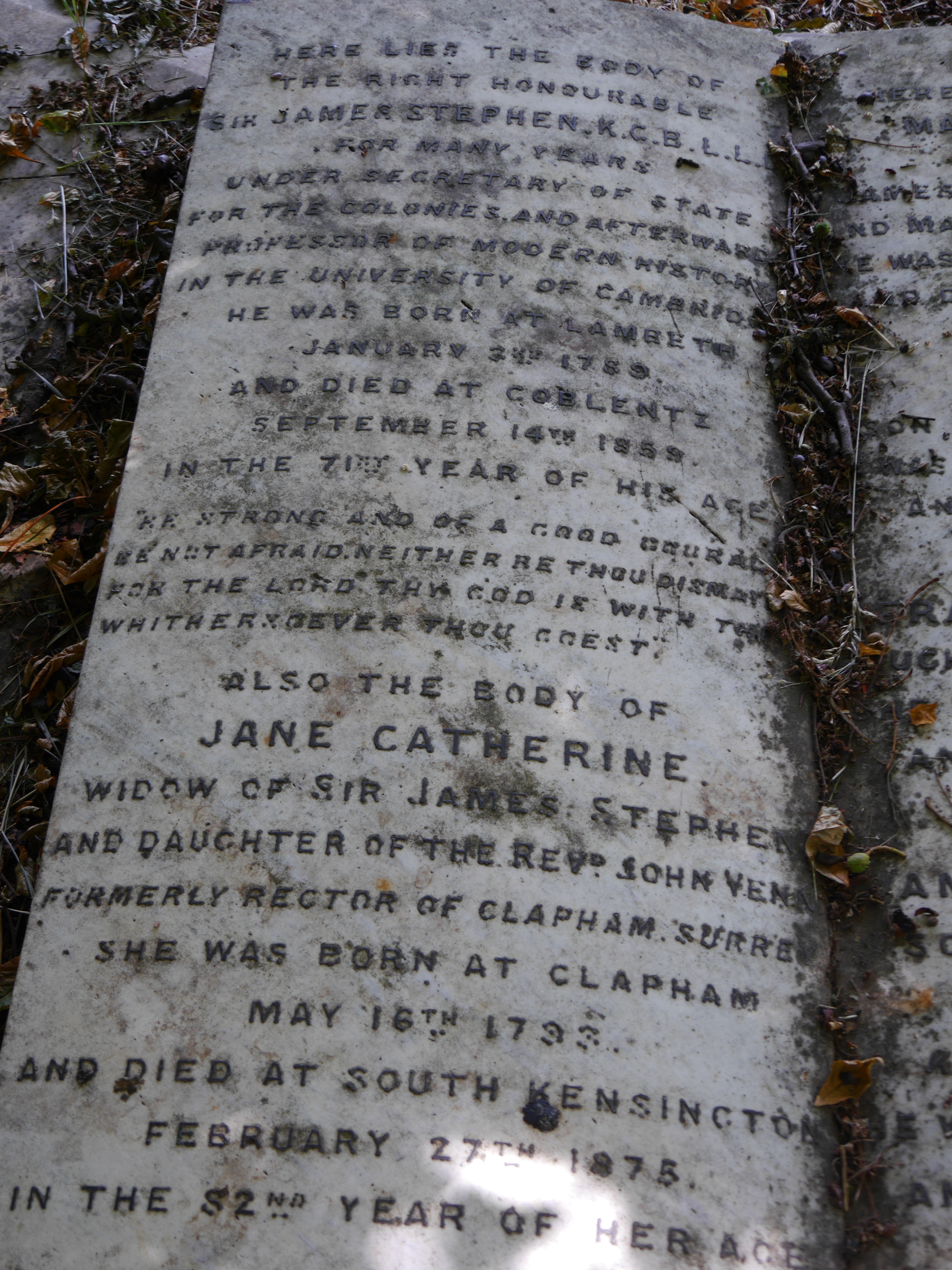
Détail du monument, cimetière de Kensal Green

Stephen passe les dernières années de sa vie principalement à Londres. En 1859, sa santé décline et il est envoyé à Bad Homburg, en Prusse. La situation s'aggravant, il rentre chez lui, mais meurt à Coblence, en Prusse, le 14 septembre 1859. Il est enterré au cimetière de Kensal Green, à Londres . Sa veuve est décédée en 1875. Ils ont cinq enfants :
- Herbert Venn Stephen (1822–1846)
- Frances Wilberforce Stephen (1824–1825)
- Sir James Fitzjames Stephen (1829–1894)
- Sir Leslie Stephen (1832-1904)
- Caroline Stephen (1834–1909) [4]

Il y a un buste de lui, par Marochetti, à la National Portrait Gallery de Londres {.

## Œuvres
- Essais de biographie ecclésiastique, 1849 ; 5ème édition. 1867 (avec vie, par son fils, JF Stephen).
- Leçons sur l'Histoire de France, 1852